# Whitney Thompson
 (mars 2012).
Si vous disposez d'ouvrages ou d'articles de référence ou si vous connaissez des sites web de qualité traitant du thème abordé ici, merci de compléter l'article en donnant les références utiles à sa vérifiabilité et en les liant à la section « Notes et références ».
Whitney Thompson, née le 26 septembre 1987 à Atlantic-beach en Floride, est un mannequin américain. Elle remporte la dixième édition de Top Model USA, émission de télé-réalité créée par Tyra Banks.

## Biographie

### Enfance
Avant sa participation à l'émission, Thompson travaille localement dans le nord de la Floride et apparaît en couverture du magazine de Jacksonville à trois reprises. Elle fait ses études à Duncan Fletcher U. High School ainsi qu'à l'Université de Floride du Nord, où elle est membre de la sororité Alpha Chi Omega.